# Gertrude Poppert
Gertrude Poppert (* 29. Juni 1914 in Dortmund; † vermutlich 1943 in Sobibór), geborene Schönborn, war Lagerinsassin im Vernichtungslager Sobibór.

## Leben
Gertrude Schönborn und ihr Ehemann Walter Poppert waren in den 1930er Jahren nach Amsterdam in den Niederlanden emigriert. Von dort wurden sie am 18. Mai 1943 ins Vernichtungslager Sobibór transportiert.
Gertrude arbeitete im Lager 2 in Sobibór und versorgte dort die Kaninchen, während Walter im Waldkommando Vorarbeiter war. Von beiden unterschriebene Grußkarten sind erhalten, die sie verschickten. Die SS hielt vereinzelt Arbeitshäftlinge bei ihrer Ankunft im Lager an, Karten an Verwandte zu schreiben. Dies war eine gezielte Maßnahmen, damit die Verwandten glaubten, es sei alles in Ordnung und keine Nachforschungen einleiteten. Aufgrund dieser Postkarten nahm Jules Schelvis an, dass Gertrude jene Mitgefangene gewesen sei, die Alexander Petscherski, der militärischen Planer des Aufstands von Sobibor, „Luka“ nannte. 2022 fand die niederländische Historikerin Aline Pennewaard jedoch heraus, dass „Luka“ tatsächlich Liselotte Karoline Rosenstiel war.

## Mahnmale
An Ostern 2006 setzten die Teilnehmerinnen des Workcamp Gedenkstätte Sobibór der Naturfreundejugend Deutschlands eine symbolische Grabmalplatte für Gertrude und Walter Poppert. Der Künstler Gunter Demnig setzte in der Hohen Straße 60 im Kreuzviertel in Dortmund einen Stolperstein zu ihrem Gedenken.